# サン・ヴィート・キエティーノ
サン・ヴィート・キエティーノ（イタリア語: San Vito Chietino）は、イタリア共和国アブルッツォ州キエーティ県にある、人口約5,300人の基礎自治体（コムーネ）。

## 地理

### 位置・広がり

#### 隣接コムーネ
隣接するコムーネは以下の通り。
- フリーザ
- ランチャーノ
- オルトーナ
- ロッカ・サン・ジョヴァンニ
- トレーリオ

## 行政

### 分離集落
サン・ヴィート・キエティーノには、以下の分離集落（フラツィオーネ）がある。
- Anticaglia, Balsamate, Bufara, Castellana, Cese, Cintioni, Colle Capuano, Foresta, Mancini, Marina di San Vito, Melogranato, Murata Alta, Murata Bassa, Paolini, Passo Tucci, Pontoni, Portelle, Quercia del Corvo, Rapanice, Renazzo, San Fino, San Rocco Vecchio, Sant'Apollinare, Sciutico, Strutte, Valle Ienno, Vicende